# T. R. Ramadas
Trivandrum Ramakrishnan „T. R.“ Ramadas (* 30. März 1955 in Indien) ist ein indischer Mathematiker.

## Leben
Ramadas studierte am Indian Institute of Technology in Kanpur und wurde 1983 an der University of Mumbai bei M. S. Narasimhan promoviert (Geometry of Nonabelian Gauge Fields). Damals war er am Tata Institute of Fundamental Research. Er ist Distinguished Professor am Chennai Mathematics Institute und Bose Fellow. Ramadas befasst sich mit algebraischer Geometrie und mathematischer Physik (GUT-Modelle, Yang-Mills-Theorien, Chern-Simons-Theorie, konforme Feldtheorien u. a.).

## Auszeichnungen
1998 erhielt er den Shanti-Swarup-Bhatnagar-Preis. Er ist im Rat der International Mathematical Union.

## Schriften
- T. R. Ramadas: The Harder-Narasimhan Trace and Unitarity of the KZ/Hitchin Connection: genus 0. In: Annals of Mathematics. Band 169, 2009, S. 1–39, doi:10.4007/annals.2009.169.1 (englisch).
- V. B. Mehta, T. R. Ramadas: Moduli of vector bundles, Frobenius splitting, and invariant theory. In: Annals of Mathematics. Band 144, 1996, S. 269–313, doi:10.2307/2118593, JSTOR:2118593 (englisch).
- M. S. Narasimhan, T. R. Ramadas: Factorisation of generalised theta functions I. In: Inventiones mathematicae. Band 114, 1993, S. 565–624, doi:10.1007/BF01232680 (englisch).
- T. R. Ramadas: Factorisation of generalised theta functions II, Topology. Band 35, 1996, S. 641–654 (1996), doi:10.1016/0040-9383(95)00032-1 (englisch).
- T. R. Ramadas, I. M. Singer: Some comments on Chern Simons gauge theory. In: Commun. Math. Phys. Band 126, 1989, S. 409–420, doi:10.1007/BF02125132 (englisch, online).
- P. K. Mitter, T. R. Ramadas: The two-dimensional O(N) nonlinear σ-model: Renormalisation and effective actions. In: Commun. Math. Phys. Band 122, 1989, S. 575–596, doi:10.1007/BF01256494 (englisch).
- M. S. Narasimhan and T. R. Ramadas: Geometry of SU(2) gauge fields. In: Commun. Math. Phys. Band 67, 1979, S. 121–136, doi:10.1007/BF01221361 (englisch, online).